# 中國水務集團
中國水務集團有限公司（港交所：0855）是香港上市最早的水務公司，也是目前唯一一家以自來水業務為重心的香港上市公司。公司前身是成立於1993年的「易達興業電子集團」，其於1998年在香港交易所主板上市。2003年，曾在水利部工作的段傳良（現時為中國水務董事長）收購「易達電子」，並將其更名為「中國銀龍集團有限公司」。2005年，公司完成業務重組，並正式更名為「中國水務集團有限公司」。
中國水務集團有限公司的主要業務是在中國內地投資、興建及經營城市供水、污水處理及相關增值業務，業務覆蓋北京、天津、重慶3個直轄市以及廣東、廣西、江西、河南、河北、江蘇、湖南、湖北、陝西、山西、山東、海南、黑龍江等13個省的50多個城市，是內地目前最大的綜合水務營運商之一，日綜合處理能力超過1,300萬噸，服務人口約2000萬人，委托運營排水管網超過4000公里。根據國際權威水務網站GWI的統計，按照服務人口數量排名，中國水務位列全球第12位。